# Asteroid de tip P
Asteroid de tip P sunt asteroizi care au albedo scăzut  și un spectru roșiatic fără trăsături pronunțate. 